# Sabacon jiriensis
Espèce
Sabacon jiriensis est une espèce d'opilions dyspnois de la famille des Sabaconidae.

## Distribution
Cette espèce est endémique de la province de Bagmati au Népal. Elle se rencontre dans le district de Dolkha.

## Description
Les mâles mesurent de 3,0 à 3,5 mm et les femelles de 3,5 à 3,8 mm.

## Systématique et taxinomie
Cette espèce a été décrite par Martens en 1972.

## Étymologie
Son nom d'espèce, composé de jiri et du suffixe latin -ensis, « qui vit dans, qui habite », lui a été donné en référence au lieu de sa découverte, Jiri.

## Publication originale
- Martens, 1972 : « Opiliones aus dem Nepal-Himalaya. I. Das Genus Sabacon Simon (Arachnida: Ischyropsalididae). » Senckenbergiana biologica, vol. 53, no 3/4, p. 307–323.